# TSPAN17
TSPAN17 (англ. Tetraspanin 17) – білок, який кодується однойменним геном, розташованим у людей на 5-й хромосомі. Довжина поліпептидного ланцюга білка становить 270 амінокислот, а молекулярна маса — 30 264.
| 10         |  | 20         |  | 30         |  | 40         |  | 50         |
| ---------- |  | ---------- |  | ---------- |  | ---------- |  | ---------- |
| MPGKHQHFQE |  | PEVGCCGKYF |  | LFGFNIVFWV |  | LGALFLAIGL |  | WAWGEKGVLS |
| NISALTDLGG |  | LDPVWLFVVV |  | GGVMSVLGFA |  | GCIGALRENT |  | FLLKFFSVFL |
| GLIFFLELAT |  | GILAFVFKDW |  | IRDQLNLFIN |  | NNVKAYRDDI |  | DLQNLIDFAQ |
| EYWSCCGARG |  | PNDWNLNIYF |  | NCTDLNPSRE |  | RCGVPFSCCV |  | RDPAEDVLNT |
| QCGYDVRLKL |  | ELEQQGFIHT |  | KGCVGQFEKW |  | LQDNLIVVAG |  | VFMGIALLQI |
| FGICLAQNLV |  | SDIKAVKANW |  |            |  |            |  |            |

A: Аланін

C: Цистеїн

D: Аспарагінова кислота

E: Глутамінова кислота

F: Фенілаланін

G: Гліцин

H: Гістидин

I: Ізолейцин

K: Лізин

L: Лейцин

M: Метіонін

N: Аспарагін

P: Пролін

Q: Глутамін

R: Аргінін

S: Серин

T: Треонін

V: Валін

W: Триптофан

Задіяний у такому біологічному процесі, як альтернативний сплайсинг. 
Локалізований у мембрані.